# Wildhaus (Pass)
Der Wildhauspass ist ein Passübergang im Kanton St. Gallen in der Schweiz.
Die Passhöhe liegt auf 1090 m ü. M. im Ortszentrum von Wildhaus in der Gemeinde Wildhaus-Alt St. Johann. Er verbindet Gams im St. Galler Rheintal mit Neu St. Johann und Wattwil im Toggenburg. Der Pass führt auf der Hauptstrasse 16 zwischen dem Säntis und den Churfirsten hindurch.
Postautolinien auf dieser Strecke gewährleisten die Anbindung ans Eisenbahnnetz über die Bahnhöfe in Buchs SG sowie in Nesslau und Wattwil.
Die orographische Passhöhe beträgt nur 1027 m ü. M., da die tiefste Einsattelung etwas südlich der Passhöhe liegt. (Die Daten in der Infobox beziehen sich jedoch auf den Kulminationspunkt der Hauptstrasse.)

## Weblinks

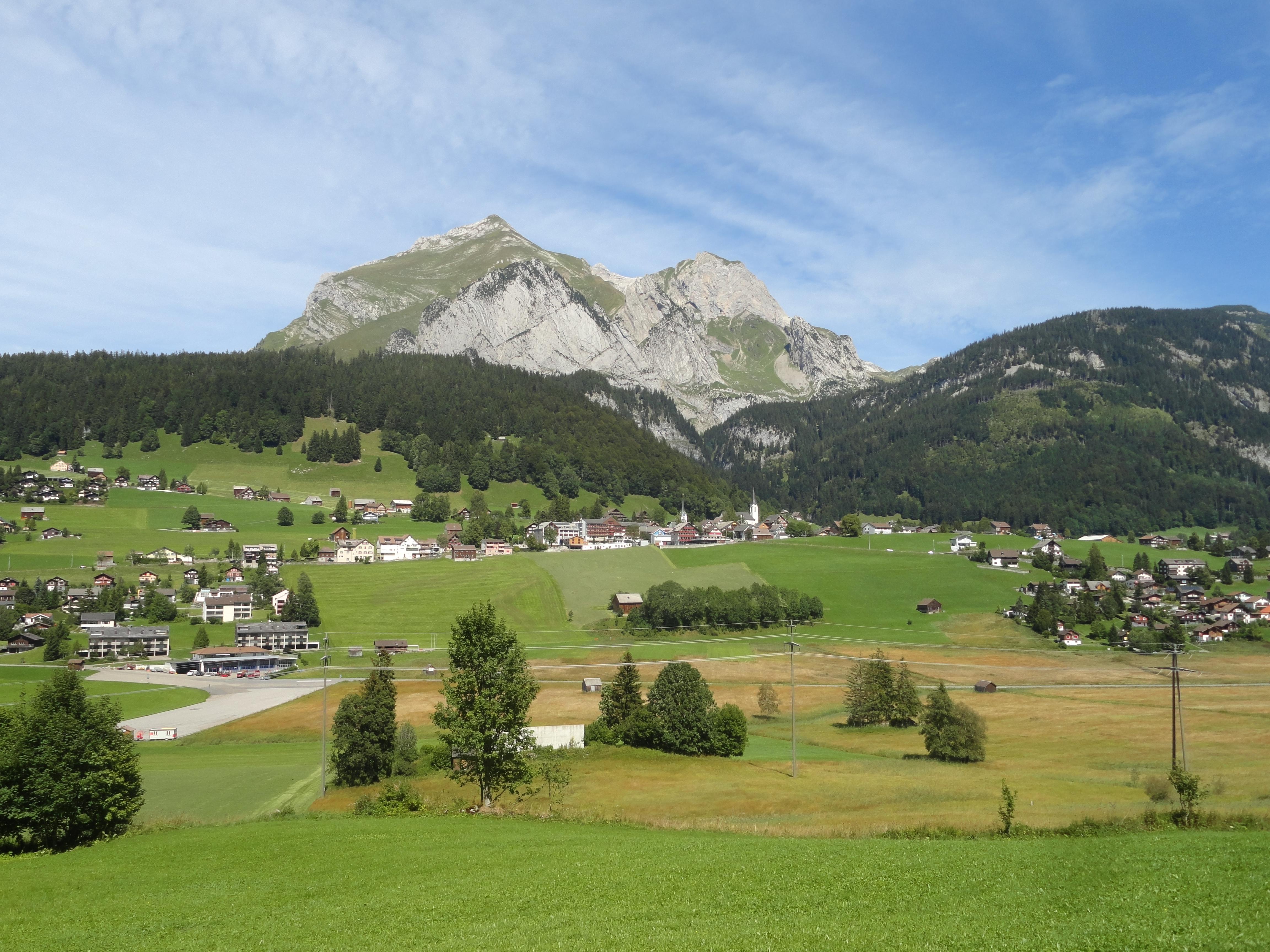
Rechts der Kirche der Passübergang